# Even Jehuda
Even Jehuda (hebrejsky אֶבֶן יְהוּדָה‎, doslova „Jehudův Kámen“, v oficiálním přepisu do angličtiny Even Yehuda) je místní rada (menší město) v Izraeli, v Centrálním distriktu. Starostou je Amos Azani.

## Geografie
Leží v nadmořské výšce 40 m, přibližně 25 km severoseverovýchodně od centra Tel Avivu a 7 km jihovýchodně od Netanje, v Izraelské pobřežní planině.
Město je součástí hustě zalidněného sídelního pásu, který volně navazuje na metropolitní oblast Tel Avivu (Guš Dan). V užším vymezení jde o součást aglomerace města Netanja. Tento sídelní pás je zejména na jih od Even Jehudy přerušen rozsáhlou nezastavěnou krajinou s intenzivním zemědělstvím. Osídlení v tomto regionu je v naprosté většině židovské. Město Even Jehuda je napojeno na severojižní dálniční tahy dálnice číslo 4 a dálnice číslo 2. Nedaleko od západního okraje obce probíhá také železniční trať z Tel Avivu do Haify se stanicemi v obcích Bejt Jehošua a Netanja.

## Dějiny
Even Jehuda byla založena na svátky Chanuka v roce 1932 sdružením Bnej Binjamin (בני בנימין‎) jako mošava, tedy individuální zemědělská vesnice, která se měla zapojit do prosperujícího trhu s pěstováním citrusů. Zpočátku pobývali osadníci v provizorních podmínkách. Z Tel Avivu sem byl převezen velký stánek, který předtím sloužil na tamním veletrhu (יריד המזרח‎). V nové vesnici v něm přespávali někteří obyvatelé a bylo v něm skladiště, škola a obecní úřad. V prvních letech došlo k melioraci bažin v okolí vodního toku Nachal Poleg (נחל פולג‎). V roce 1933 v osadě vznikla základní škola. V roce 1934 dorazila nová skupina osadníků z řad jemenitských židů a v roce 1935 další skupina mladých aktivistů z organizace Betar z Rumunska. Už během 30. let 20. století se v tomto regionu vytvořila hustá síť židovských sídel s demografickou převahou nad arabskou populací.
Obec byla založena v rok 10. výročí úmrtí zakladatele moderní hebrejštiny Eliezera Ben Jehudy a na jeho počest bylo pro ni navrženo jméno Jehudija (יהודייה‎). Zjistilo se však, že v tehdejší Palestině už existovala arabská obec tohoto jména (na místě nynějšího města Jehud-Monoson). Uvažovalo se také o jménu Maršalija, na počest krátce předtím zesnulého amerického právníka a činovníka tamní židovské komunity Louise Marshalla. Nakonec byl přijat název, který při slavnostní řeči při pokládání základního kamene vesnice navrhl Itamar Ben Avi, syn Ben Jehudy. Název je slovní hříčkou, představující iniciálu jména a celé příjmení Eli'ezera Ben Jehudy (א. בן־יהודה‎), současně naráží na nedostatek kamene jako stavebního materiálu v místní písčité krajině, se kterým se zakladatelé nové vesnice potýkali při stavbě potřebných domů a cest.
Během první arabsko-izraelské války ovládla tento region izraelská armáda a zdejší arabské obyvatelstvo opustilo své domovy. Po válce absorbovala Even Jehuda přistěhovaleckou vlnu Židů z Jemenu, evropské židovské běžence, kteří přežili holokaust a imigranty z Maroka. Pro ně zde od roku 1946 vyrůstala nová čtvrť Ejn Ja'akov. V 50. letech 20. století přibyly čtvrti Chen (חן‎), Makkabi a Ben Gurion, které se postupně transformovaly z provizorních přistěhovaleckých táborů (Ma'abara).
V roce 1948 byla vesnice povýšena na místní radu a byly k ní zároveň připojeny dosud samostatné osady Be'er Ganim (באר גנים‎) a Tel Cur (תל־צור‎) - obě založené taktéž v roce 1932. V Even Jehudě sídlí úřady oblastní rady Lev ha-Šaron, funguje tam základní škola a deset mateřských škol. Od školního roku 2007-2008 se do Even Jehudy z Kfar Šmarjahu přestěhovala soukromá Walworth Barbour American International School s výukou v anglickém jazyce. Do školy situované na jihozápadní okraj obce dochází přes 500 žáků.

## Demografie
Populace Even Jehudy je sekulární. Podle údajů z roku 2005 tvořili 36 % obyvatel Even Jehudy rodilí Izraelci, 32 % lidé narození jinde v Africe a Asii a přes 32 % lidé narození v Evropě a v Americe. Podle údajů z roku 2009 tvořili naprostou většinu obyvatel Židé – přibližně 10 300 osob (včetně statistické kategorie „ostatní“, která zahrnuje nearabské obyvatele židovského původu, ale bez formální příslušnosti k židovskému náboženství, přibližně 10 400 osob).
Jde o středně velké sídlo městského typu se setrvalým růstem. K 31. prosinci 2017 zde žilo 13 700 lidí.
| Rok  | Obyvatelé |
| ---- | --------- |
| 1948 | 1 500     |
| 1950 | 1 700     |
| 1955 | 2 500     |
| 1961 | 3 500     |
| 1972 | 3 800     |
| 1975 | 3 800     |
| 1980 | 4 100     |
| 1983 | 4 600     |
| 1984 | 5 000     |
| 1985 | 5 300     |
| 1986 | 5 500     |
| 1987 | 5 700     |
| 1988 | 6 100     |
| 1989 | 6 400     |
| 1990 | 6 500     |
| 1991 | 6 800     |
| 1992 | 7 100     |
| 1993 | 7 300     |
| 1994 | 7 300     |
| 1995 | 7 420     |
| 1996 | 7 717     |
| 1997 | 7 875     |
| 1998 | 7 944     |
| 1999 | 8 160     |
| 2000 | 8 344     |
| 2001 | 8 439     |
| 2002 | 8 500     |
| 2003 | 8 700     |
| 2004 | 9 000     |
| 2005 | 9 400     |
| 2006 | 9 700     |
| 2007 | 10 000    |
| 2008 | 10 000    |
| 2009 | 10 400    |
| 2010 | 11 100    |
| 2011 | 11 900    |
| 2012 | 12 400    |
| 2013 | 12 700    |
| 2014 | 13 000    |
| 2015 | 13 200    |
| 2016 | 13 500    |
| 2017 | 13 700    |
| 2018 | 13 700    |